# Pegasus (foguete)

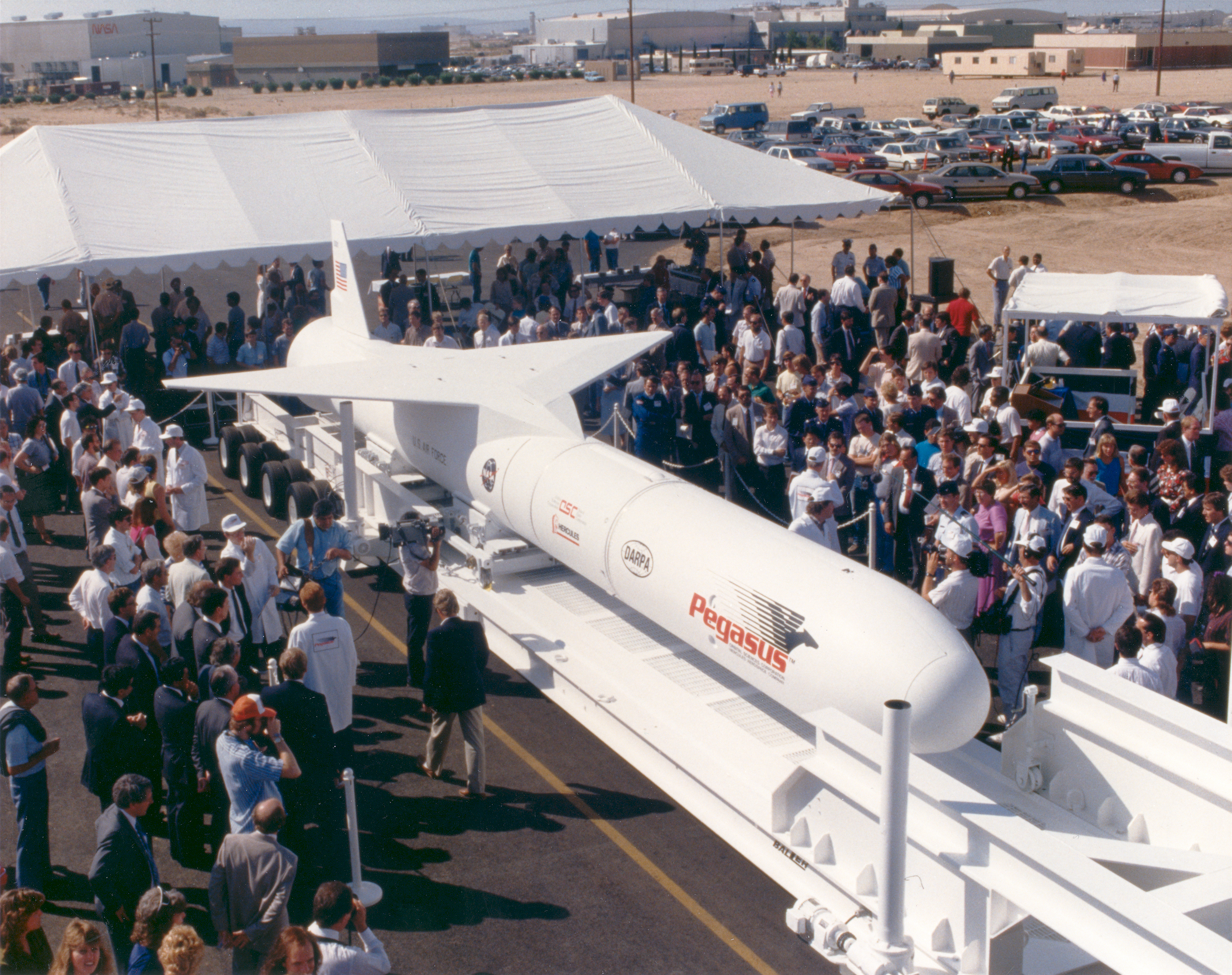
Foguete Pegasus no solo.

O foguete Pegasus é um veículo propulsor espacial com asas, desenvolvido pela Orbital Sciences Corporation (Orbital). É composto de três estágios principais, preenchidos com propelente sólido para proporcionar maior empuxo. O veículo é lançado a partir de outra aeronave a aproximadamende 40.000 pés (12.000 m) de altitude. O Pegasus é capaz de descarregar pequenas cargas de combustível em órbitas de baixa altitude; o custo de seu lançamento custa aproximadamente 30 milhões de dólares, dependendo dos serviços adicionais.

## Programa Pegasus
Os três motores sólidos Orion do Pegasus foram desenvolvidos pela Hercules Aerospace (atualmente Alliant Techsystems) especificamente para o lançador Pegasus. Adicionalmente, a montagem das asas e cauda, além da aerodinâmica da carga foi desenvolvida. A maior parte do Pegasus foi desenhada por uma equipe de design liderada pelo Dr. Antonio Elias. A asa foi criada por Burt Rutan.
- Massa: 18,500 kg (Pegasus), 23,130 kg (Pegasus XL)
- Comprimento: 16,9 m (Pegasus), 17.6 m (Pegasus XL)
- Diâmetro: 1,27m
- Envergadura da asa: 6,7m
- Carga: 443 kg (1,18m de diâmetro, 2,13m de comprimento)

Um dos projetos internos da Orbital, a Orbcomm comunicações e os satélites de observação OrbView, além de um satélite derivado da Orbcomm (a plataforma “Microstar”) serviram de garantia aos clientes e investimento financeiro adicional. Logo após o desenvolvimento iniciou-se, rígidas regras governamentais e militares foram instituídas, já que o Scout foi indicado para ser eliminado e o ônibus espacial não estava oferecendo preços de voos e freqüência de uso esperados.
O primeiro voo bem-sucedido do Pegasus foi no dia 5 de Abril de 1990. Inicialmente, um B-52 Stratofortress pertencente à NASA, serviu de transportador. Em 1994, a Orbital passou a utilizar um avião de passageiros, o L-1011 da Lockheed.
Um Pegasus XL, apresentado em 1994, com estágios mais comprimos permitiu um aumento do transporte da carga. No Pegasus XL, o primeiro e segundo estágios foram alongados para o Orion 50SXL e o Orion 50XL, respectivamente. Os demais estágios permaneceram sem alterações; e as operações de Voo são similares. A asa foi levemente reforçada para lidar com maior peso. O Pegasus padrão foi descontinuado; o Pegasus XL ainda é produzido. Até 25 de Abril de 2006, o Pegasus já havia voado em 38 missões (em ambas combinações), dessas, 35 foram consideradas como lançamentos bem sucedidos..
Por seu trabalho durante o desenvolvimento do foguete, a equipe do Pegasus liderada pelo Dr. Antonio Elias, foi premiada em 1991 com a Medalha Nacional de Tecnologia pelo presidente dos Estados Unidos George Bush.